# Мирча III
Мирча III (рум. Mircea III Miloş; умер в 1534) — господарь Валахии из династии Басарабов-Дракулешти (1509 — 1510). Сын и преемник валашского господаря Михни I Рэу.

## Биография
В октябре 1510 года бояре Крайовеску изгнали из страны валашского господаря Михню Рэу и посадили на господарский престол его сына Мирчу. Правил несколько месяцев. В феврале 1510 года был свергнут своим двоюродным братом Владом Тинаром (Молодым).
В 1519 году женился на сербской принцессе Марии Деспине. Дети:
- Милош Войводэ (ум. 1577)
- Александр II Мирча (1529—1577), господарь Валахии
- Влад
- Михня
- Петр V Хромой (1537—1594), господарь Молдавии.